# IKVM.NET
IKVM.NETとは、オープンソースにより開発が行われているMono及び.NET Framework上で実装された、Java仮想マシンを含むJavaの実装である。
また、Java仮想マシンの実装の他にも、独自のJavaクラスライブラリの実装や、JARファイルをDLLファイルに変換するツールなど、Javaと.NETの相互運用のための各種ツール群を含む。
過去にマイクロソフト社が提供していたJ#の様なJava類似言語ではなく、OpenJDKをベースとした純粋なJava仮想マシンが.NETの仮想マシンである共通言語ランタイム上で動作する。
他実装と比べ2重の仮想化が行われるため速度面では不利ではあるが、.NET上からJavaの各種ライブラリ等をプログラミング言語レベルで一切意識せずに利用できる。

## Java仮想マシン
IKVM.NETが実装するJava仮想マシンはOpenJDKをベースとしており、Java 1.6をサポートしている。
不完全ではあるが、Abstract Window ToolkitやSwingなども一部サポートされている。

## 関連プロジェクト

### Ant task for IKVMC
IKVM.NETを用いてApache Antを.NETの世界にも広めていこうというプロジェクト。

### A Mono IDE with IKVM
統合開発環境MonoDevelopでIKVM.NETをサポートしようというプロジェクト。

### jar2ikvmc
JavaのJarファイルを.NET用のDLLに変換するツール。